# Zanclea hirohitoi
Zanclea hirohitoi is een hydroïdpoliep uit de familie Zancleidae. De wetenschappelijke naam van de soort werd in 2000 gepubliceerd door Boero, Bouillon & Gravili.